# Université de Nara

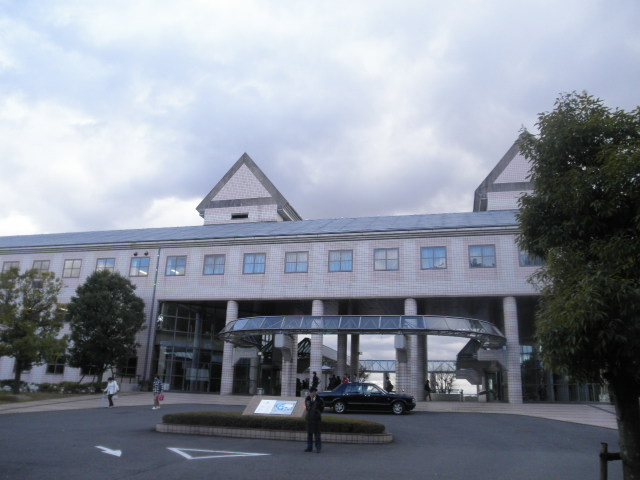
Université de Nara

L'université de Nara (奈良大学, Nara Daigaku) est une université privée comptant environ 3 700 étudiants, installée dans le quartier Misasagi-cho à Nara au Japon.
Adresse :1500 Misasagi-cho,
Nara 631-8105,
Japan

## Personnalités liées

### Enseignants
- Teruko Usui, géographe